# Donja Vraca
Donja Vraca je naseljeno mjesto u gradu Zenici, Federacija Bosne i Hercegovine, BiH.
Smješteno je na desnoj obali rijeke Bosne, 6 kilometara nizvodno od Zenice.

## Stanovništvo

### 1991.
Nacionalni sastav stanovništva 1991. godine, bio je sljedeći:
ukupno: 979
- Muslimani - 961 (98,16%)
- Hrvati - 1 (0,10%)
- Jugoslaveni - 16 (1,63%)
- ostali, neopredijeljeni i nepoznato - 1 (0,10%)

### 2013.
Nacionalni sastav stanovništva 2013. godine, bio je sljedeći:
ukupno: 828
- Bošnjaci - 819 (98,91%)
- Hrvati - 1 (0,12%)
- ostali, neopredijeljeni i nepoznato - 8 (0,97%)